# Estación Pacará
Pacará es una estación de ferrocarril ubicada en la localidad de Pozo del Alto, departamento Cruz Alta, provincia de Tucumán, Argentina.

## Historia
La estación fue abierta al tránsito en agosto de 1892 por el Ferrocarril Central Norte Argentino.
En octubre de 1900 se abrió el ramal a Termas de Río Hondo.

## Servicios
No presta servicios de pasajeros, sólo de cargas. Sus vías e instalaciones están a cargo de la empresa estatal Trenes Argentinos Cargas.